# Omocoris
Omocoris is een geslacht van wantsen uit de familie van de Miridae (Blindwantsen). Het geslacht werd voor het eerst wetenschappelijk beschreven door Lindberg in 1930.

## Soorten
Het genus bevat de volgende soorten:

- Omocoris cunealis (Reuter, 1904)
- Omocoris erythrophthalmus (Carapezza, 1997)
- Omocoris unicolor (Konstantinov, 2008)